# نیدمور، شهرستان اوئن، کنتاکی
نیدمور (به انگلیسی: Needmore) یک منطقهٔ مسکونی در ایالات متحده آمریکا است که در شهرستان اوون، کنتاکی واقع شده‌است. نیدمور ۲۷۰٫۰۶ متر بالاتر از سطح دریا واقع شده‌است.